# Цитизин
Цитизин (також відомий як баптитоксин, цитизініклін, софорин) — є алкалоїдом, який у природі зустрічається в кількох родах рослин, таких як Laburnum і Cytisus родини Fabaceae. Його використовували в медицині, щоб допомогти кинути палити. Незважаючи на те, що цитизин широко використовується для відмови від куріння у Східній Європі, він залишається відносно невідомим за її межами. Проте, його ефективність було визнано в кількох рандомізованих клінічних дослідженнях, у тому числі в Сполучених Штатах і в Новій Зеландії, і вивчається у додаткових дослідженнях у Сполучених Штатах (проводяться Achieve Life Sciences) і випробування не меншої ефективності в Австралії, в якому його прямо порівнюють із варенікліном, який допомагає кинути палити (продається в Сполучених Штатах під назвою Chantix). Він також використовувався ентеогенно через боби мескаль деякими групами корінних американців, історично в долині Ріо-Гранде передуючи навіть пейоту.

## Використання

### Відмова від куріння
Цитизин доступний у пострадянських країнах більше 40 років як засіб для відмови від куріння під торговою маркою Табекс від болгарської фармацевтичної компанії Софарма АД. Вперше він був проданий у Болгарії в 1964 році, а потім став широко доступним у тодішньому Радянському Союзі. У Польщі він продається під торговою маркою Desmoxan, а також доступний у Канаді під торговою маркою Cravv.
Його молекулярна структура має певну схожість з нікотином, і він має аналогічні фармакологічні ефекти. Як і вареніклін, який допомагає відмовитися від куріння, цитизин є частковим агоністом нікотинових ацетилхолінових рецепторів (nAChR). Цитизин має короткий період напіввиведення — 4,8 години. У результаті, екстракт приносить курцям задоволення, подібне до викурювання сигарети, зменшуючи бажання палити та зменшуючи тяжкість симптомів нікотинової абстиненції, а також зменшуючи відчуття винагороди від викурених сигарет.
Цитизин швидко виводиться з організму. 
У 2011 році рандомізоване контрольоване дослідження за участю 740 пацієнтів виявило, що цитизин покращив 12-місячну абстиненцію від нікотину з 2,4 % при плацебо до 8,4 % при застосуванні цитизину. Мета-аналіз восьми досліджень, проведений у 2013 році, показав, що цитизин має подібну ефективність до варенікліну, але зі значно меншими побічними ефектами. У систематичному огляді та економічній оцінці 2014 року було зроблено висновок, що цитизин є більш рентабельним для відмови від куріння, ніж вареніклін.

### Рекреаційний
Рослини, що містять цитизин, у тому числі звичайний віник і мескаль, також використовувалися в рекреаційних цілях. Позитивні ефекти включають нікотинову інтоксикацію.

### Реактив для органічної хімії
(-)-Цитизин, екстрагований із насіння Laburnum anagyroides, використовувався як вихідний матеріал для приготування «(+)- сурогату спартеїну», для отримання енантіомерно збагачених аніонів літію протилежної стереохімії тим аніонам, отриманим із спартеїну.

## Токсичність
Було виявлено, що цитизин перешкоджає диханню та викликає смерть у піддослідних мишей; LD50 в/в, у мишей становить близько 2 мг/кг. Цитизин також тератогенний.
Māmane (Sophora chrysophylla) може містити кількість цитизину, яка є смертельною для більшості тварин. Паліла (Loxioides bailleui, птах), Uresiphita polygonalis virescens і види Cydia (молі), а також, можливо, вівці та кози не піддаються впливу токсину з різних причин, і використовують мамане або його частини як їжу. U. p. virescens, можливо, здатні секвеструвати цитизин, щоб захистити себе від поїдання; вони мають апозематичне забарвлення, яке застерігає потенційних хижаків.